# Woestijnsnuffel
De woestijnsnuffel (Enallagma deserti) is een libellensoort uit de familie van de waterjuffers (Coenagrionidae). De Nederlandstalige naam is ontleend aan Libellen van Europa.
De woestijnsnuffel staat op de Rode Lijst van de IUCN als niet bedreigd, beoordelingsjaar 2010, de trend van de populatie is volgens de IUCN stabiel. De soort komt voor in Algerije, Marokko en Tunesië.
De wetenschappelijke naam van de soort werd in 1871 als Agrion deserti gepubliceerd door Edmond de Sélys Longchamps.